# Zvěrokruh

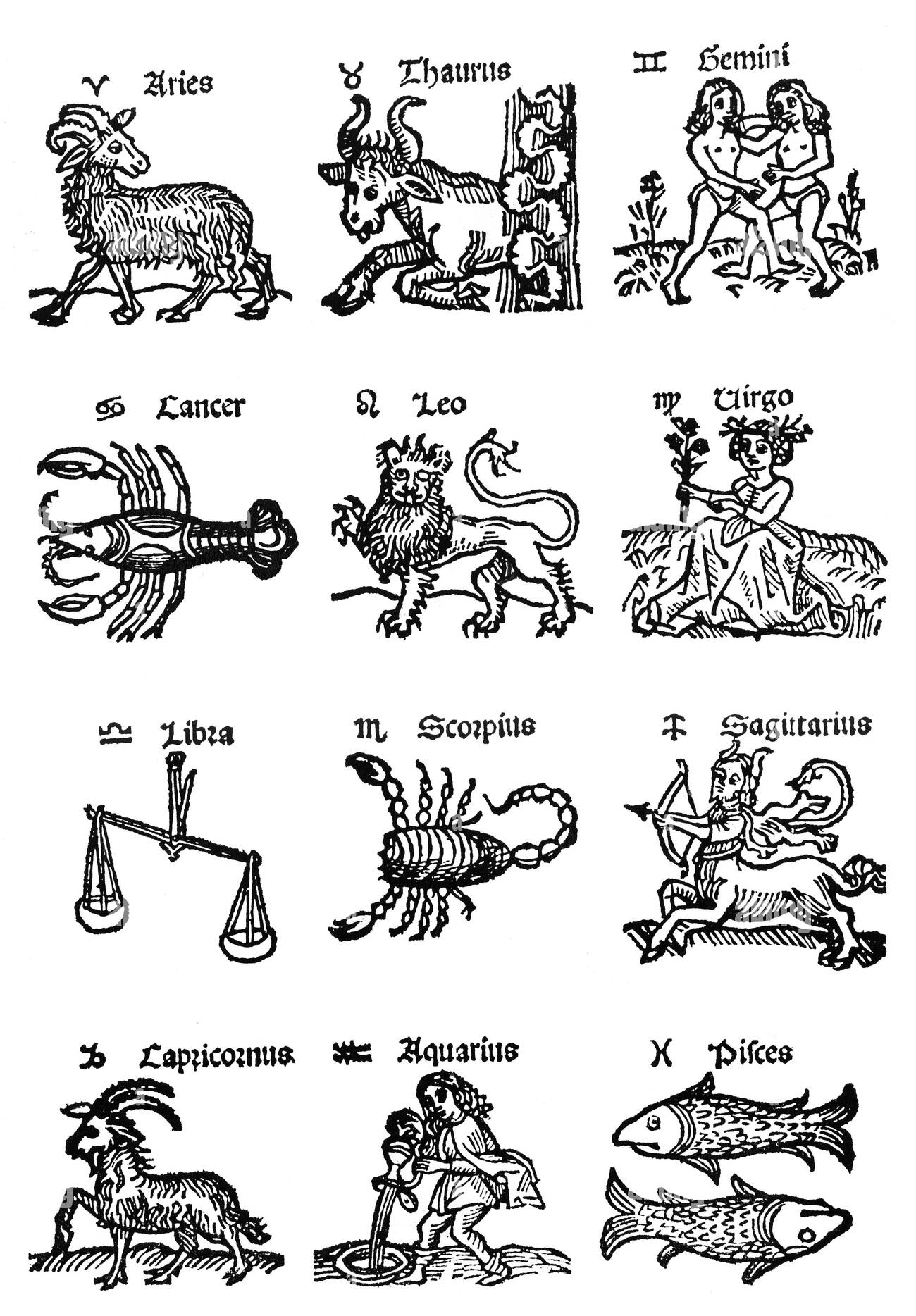
Znamení zvěrokruhu, 16. století

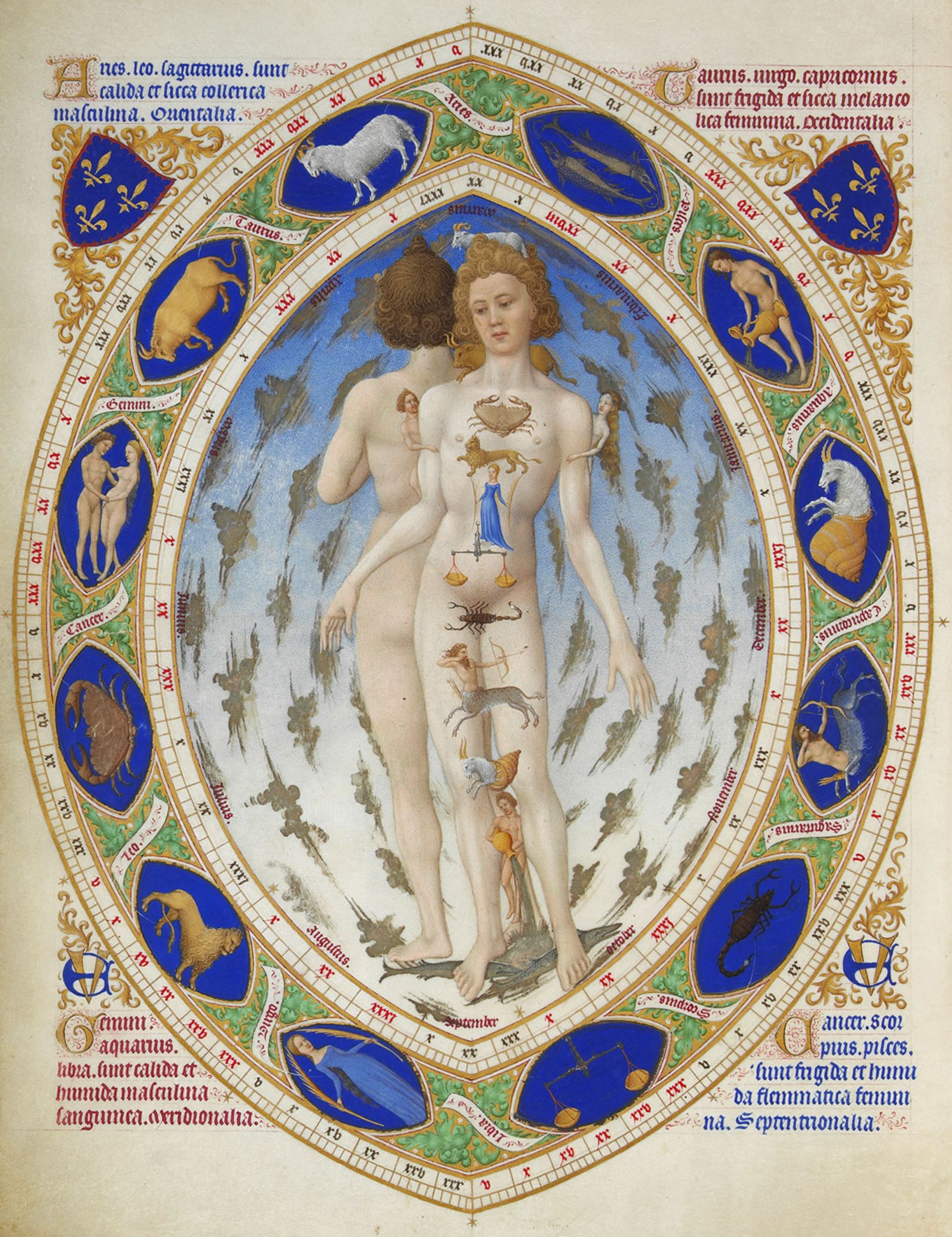
Anatomie člověka, Přebohaté hodinky vévody z Berry, 1410

Zvěrokruh, zvířetník nebo zodiak (řecky ζῳδιακός, latinsky zodiacus) je myšlený pás ±8° (16°) na nebeské sféře táhnoucí se symetricky podél ekliptiky. V tomto pásu se při pohledu ze Země pohybují všechny známé planety sluneční soustavy (včetně později objevených – Uranu a Neptunu; trpasličí planeta Pluto se může na obloze objevit i mimo zvířetník). Astrologové rozdělili před třemi až čtyřmi tisící lety zvířetník na 12 stejných obdélníkových dílů o délce po 30°, které nazvali zvířetníková znamení.
Znamení zvěrokruhu, které odpovídá určitému datu a času, je odvozeno od polohy Slunce na zvěrokruhu v toto datum a čas. Výchozím bodem zvěrokruhu (začátkem prvního znamení) je jarní bod a znamení Beran. Zvířetníková znamení jsou pojmenována po zvířetníkových souhvězdích, s nimiž se původně kryla. Od dob Hipparcha se zvířetníková znamení v důsledku precese zemské osy posunula od zvířetníkových souhvězdí téměř o jedno. Měsíční znamení jsou obdobně odvozena od polohy Měsíce na zvěrokruhu.[zdroj?]

## Druhy zvěrokruhu
Rozlišuje se:
- zvěrokruh tropický, tvořený dvanácti znameními zvěrokruhu od jarního bodu, počínaje Beranem, s nimiž pracuje astrologie. Do zvěrokruhu patří ještě následující znamení: Býk, Blíženci, Rak, Lev, Panna, Váhy, Štír, Střelec, Kozoroh, Vodnář a Ryby. V antickém Řecku se tato znamení částečně kryla se stejnojmennými souhvězdími. Je to dvanáct sférických stejně velikých obdélníků, které jsou široké 18° a dlouhé 30°. Pás začíná jarním bodem, který se však vlivem precese posouvá. Jarní bod byl před dvěma tisíciletími v souhvězdí Berana, nyní je v souhvězdí Ryb a za několik set let se ocitne v souhvězdí Vodnáře. Ale říká se že je i 13. znamení a tím je Hadonoš

- zvěrokruh siderický, tvořený dvanácti souhvězdími, která mají stejná jména jako znamení zvěrokruhu, vůči nimž se posunují v důsledku precese zemské osy o jedno souhvězdí zhruba za 2 150 let a do původní polohy se vrátí asi za 25 800 let.[5] Vlivem precese se v současnosti do ekliptiky dostalo též souhvězdí Hadonoše, které však nebývá považováno za jeho součást.[2]

## Zvířetníková souhvězdí
Je nutné rozlišovat zvířetníková (zodiakální) znamení a souhvězdí. Lze rozlišit zvířetníková souhvězdí:
- 12 souhvězdí, která byla starověkými astronomy přiřazena k dvanácti třicetistupňovým úsekům ekliptiky, které odpovídají dvanácti stejně dlouhým obdobím roku (nekryjícím se s kalendářními měsíci)
- 13 souhvězdí, která se nacházejí v 16° širokém pásu kolem ekliptiky; kromě výše zmíněných 12 souhvězdí sem patří ještě Hadonoš.

O souhvězdích, která byla dříve vymezena na obloze jen nejasně, rozhodl v roce 1930 Mezinárodní astronomický kongres, jenž přesně rozparceloval oblohu na 88 souhvězdí, jejichž definice je stále používána (každá hvězda na obloze tedy nyní patří do určitého souhvězdí). Z toho důvodu dnes souhvězdí, jimiž prochází Slunce, nemají z pohledu astronomie stejné velikosti, a tedy Slunce v nich setrvává nestejnou dobu (na rozdíl od představy astrologie). Zatímco souhvězdím Panny projde Slunce dnes téměř celým, souhvězdí Štíra se jen letmo dotkne.

## Historie
Zodiak je původem velmi starý. Klasický zvěrokruh je zřejmě modifikací babylonského zvěrokruhu známého z katalogu MUL.APIN, který vznikl kolem roku 1000 př. n. l. Mnoho souhvězdí lze vystopovat až do starobabylonské říše (počátek 2. tisíciletí př. n. l.). Počet znamení kolísal zřejmě pod vlivem kalendářů používaných k zemědělským účelům. V antice pak rozčlenění zodiaku souviselo i s tehdejší klasifikací větrů (s rozdělením světa podle větrů pracovala i antická a středověká geografie. Asi kolem roku 400 př. n. l. (někdy je udáván rok 700 př. n. l.) byl počet znamení omezen na dvanáct. Každé z nich pokrývalo 30° nebeského pásu. Prvním znamením byl Beran přidružený počátečnímu měsíci roku (babylonský rok začínal jarní rovnodenností).
Samotné označení „zvěrokruh“ je nesprávným překladem řecko-latinského zodiakus. To nesouvisí se slovním základem zōon — tvor, ale spíše zoé — oduševnělá bytost. Původ slova se váže k představě, že nebeská tělesa jsou obdařena vlastní duší.

## Přehled znamení zvěrokruhu

### Tradiční astrologický zvěrokruh
Rozdělení zodiakálního pásu na 12 stejných dílů.
| č. | symbol | délka | tropický zvěrokruh | dnů   | latinský název | česky    | řecký název         | sanskrtský název | sumero-babylonský název                                         |
| -- | ------ | ----- | ------------------ | ----- | -------------- | -------- | ------------------- | ---------------- | --------------------------------------------------------------- |
| 1  | ♈︎ ♈️  | 0°    | 21. 3. – 20. 4.    | 31    | Aries          | Beran    | Κριός/Kriós         | Meṣa (मेष)        | MUL LUḪUN.GA „rolník“, Dumuzi                                   |
| 2  | ♉︎ ♉️  | 30°   | 21. 4. – 21. 5.    | 31    | Taurus         | Býk      | Ταῦρος/Tauros       | Vṛṣabha (वृषभ)    | MULGU4.AN.NA „nebeský kormidelník“                              |
| 3  | ♊︎ ♊️  | 60°   | 22. 5. – 21. 6.    | 31    | Gemini         | Blíženci | Δίδυμοι/Didymoi     | Mithuna (मिथुन)    | MULMAŠ.TAB.BA.GAL.GAL „velká dvojčata“ (hvězdy Castor a Pollux) |
| 4  | ♋︎ ♋️  | 90°   | 22. 6. – 22. 7.    | 31    | Cancer         | Rak      | Καρκῖνος/Karkīnos   | Karkaṭa (कर्कट)   | MULAL.LUL „rak“                                                 |
| 5  | ♌︎ ♌️  | 120°  | 23. 7. – 22. 8.    | 31    | Leo            | Lev      | Λέων/Léōn           | Siṃha (सिंह)       | MULUR.GU.LA „lev“                                               |
| 6  | ♍︎ ♍️  | 150°  | 23. 8. – 22. 9.    | 31    | Virgo          | Panna    | Παρθένος/Parthénos  | Kanyā (कन्या)      | MULAB.SIN „brázda“; „brázda, klas bohyně Šaly“                  |
| 7  | ♎︎ ♎️  | 180°  | 23. 9. – 23. 10.   | 31    | Libra          | Váhy     | Ζυγός/Zygós         | Tulā (तुला)        | zibanitum „váhy“                                                |
| 8  | ♏︎ ♏️  | 210°  | 24. 10. – 22. 11.  | 30    | Scorpius       | Štír     | Σκоρπιός/Skorpiós   | Vṛścika (वृश्चिक)   | MULGIR.TAB „štír“                                               |
| 9  | ♐︎ ♐️  | 240°  | 23. 11. – 21. 12.  | 29    | Sagittarius    | Střelec  | Τοξότης/Toxótēs     | Dhanuṣa (धनुष)    | MULPA.BIL.SAG, Nedu „voják“                                     |
| 10 | ♑︎ ♑️  | 270°  | 22. 12. – 20. 1.   | 30    | Capricornus    | Kozoroh  | Αἰγόκερως/Aigókerōs | Makara (मकर)     | MULSUḪUR.MAŠ „parmice“                                          |
| 11 | ♒︎ ♒️  | 300°  | 21. 1. – 20. 2.    | 31    | Aquarius       | Vodnář   | Ὑδροχόος/Hydrochóos | Kumbha (कुम्भ)     | MULGU.LA „veliký“, později qâ „džbán“                           |
| 12 | ♓︎ ♓️  | 330°  | 21. 2. – 20. 3.    | 28/29 | Pisces         | Ryby     | Ἰχθύες/Ichthýes     | Mīna (मीन)        | MULSIM.MAḪ „ocas vlaštovky“, později DU.NU.NU „vlasec“          |

### Dráha Slunce souhvězdími
Kvůli precesi zemské osy a dalším vlivům se sluneční kotouč při cestě ekliptikou promítá na pozadí hvězdného nebe poněkud jinak než v antice. Pokud bereme v úvahu také moderní hranice souhvězdí, zdržuje se v nich takto:
| č. | souhvězdí | od           | do           | dnů   |
| -- | --------- | ------------ | ------------ | ----- |
| 1  | Beran     | 18. duben    | 13. květen   | 25    |
| 2  | Býk       | 13. květen   | 21. červen   | 39    |
| 3  | Blíženci  | 21. červen   | 20. červenec | 29    |
| 4  | Rak       | 20. červenec | 10. srpen    | 21    |
| 5  | Lev       | 10. srpen    | 16. září     | 37    |
| 6  | Panna     | 16. září     | 30. říjen    | 44    |
| 7  | Váhy      | 30. říjen    | 23. listopad | 24    |
| 8  | Štír      | 23. listopad | 29. listopad | 6     |
| 8  | Hadonoš   | 29. listopad | 17. prosinec | 18    |
| 9  | Střelec   | 17. prosinec | 20. leden    | 34    |
| 10 | Kozoroh   | 20. leden    | 16. únor     | 27    |
| 11 | Vodnář    | 16. únor     | 11. březen   | 23/24 |
| 12 | Ryby      | 11. březen   | 18. duben    | 38    |

## Ostatní tělesa
Na pozadí zvěrokruhu se pohybují některá nebeská tělesa jinak než běžné hvězdy. Jsou to hvězdy-poutníci, jak se jim říkalo, neboli planety. Mezi hvězdami se proplétají každá svým vlastním pohybem, ale od ekliptiky určené právě dráhou Slunce se nikdy příliš nevzdalují. Maximální úhlová vzdálenost od ekliptiky činí u Měsíce přibližně 5°, u Merkuru asi 7°, u Jupiteru jen kolem 1° a u ostatních planet nanejvýš 4°. V antickém geocentrickém systému se Měsíc nebo i Slunce často přiřazovaly k planetám. Znalost pozic hvězd v oblasti zvěrokruhu je klíčová pro určování drah planet.
Ve sluneční soustavě se kromě planet pohybuje i množství dalších menších těles, ale pro jejich malou velikost jsou pouhým okem nerozeznatelná. Protože se ale v rovině zvířetníku vyskytuje nesmírné množství prachových zrn, jejich odražené světlo se skládá a je za jasné noci viditelné v podobě zvířetníkového světla.

## Ostatní měsíčníky
Zvěrokruh byl též název měsíčníku soudobého umění vydávaného Ústředním studentským knihkupectvím a nakladatelstvím v Praze v roce 1930. Redigoval jej Vítězslav Nezval. Vyšla ovšem pouze 2 čísla.

V prvním čísle vyšla ukázka připravovaného románu Markéta Lazarová, tehdy ještě pod jménem Margareta.